# Rehaklinik Hasliberg
Die Rehaklinik Hasliberg befindet sich in Hasliberg-Hohfluh in der Schweiz. Sie ist in der muskuloskelettalen und der psychosomatischen Rehabilitation tätig. Seit Juli 2021 verfügt die Klinik über einen Leistungsauftrag für die internistische Rehabilitation und die onkologische Rehabilitation.

## Geschichte
Nach Inbetriebnahme der Brünigbahn im Jahre 1906 wurde durch Karl Gisler das Hotel Schweizerhof auf einem Felsen entlang der Haslibergstrasse erbaut. Bis zum Ersten Weltkrieg wurde das Erstklasshotel vor allem von Gästen aus England besucht. In den Kriegsjahren ging das Hotel in Konkurs und wechselt mehrmals den Besitzer. 1984 wurde das Kurhaus durch Eduard und Verena Heft-Alber übernommen. Bis zum Jahr 2006 führten sie die Liegenschaft in neuer Form als Kurklinik Haslibergerhof. 2007 wurde die Klinik durch die Michel Gruppe AG in Meiringen übernommen und fortan als Rehaklinik Hasliberg geführt.

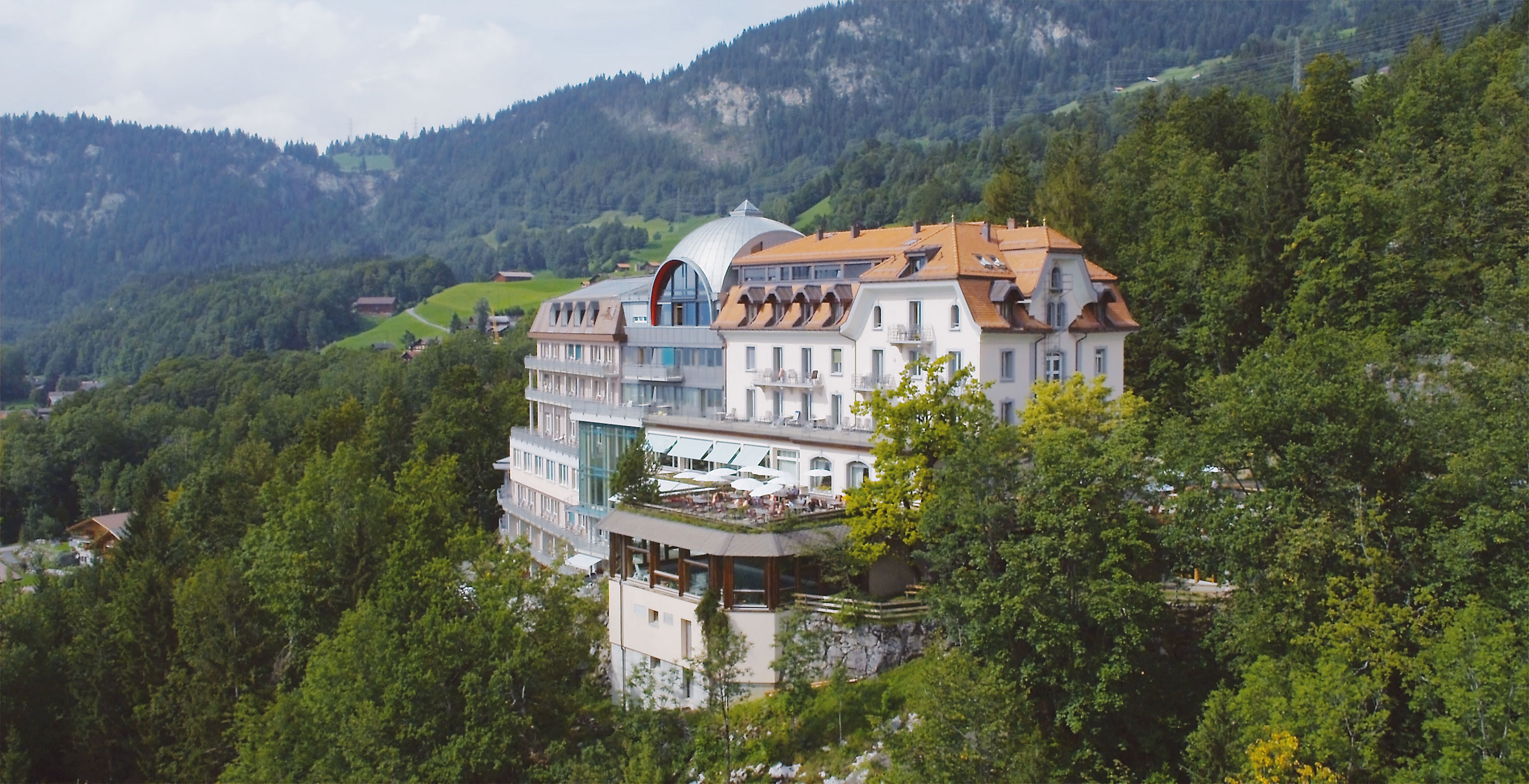
Aufnahme aus der Vogelperspektive (Heli).